# خشکرود (خرم‌آباد)
خشکرود، روستایی است از توابع بخش کوهستان شهرستان تنکابن در استان مازندران ایران.

## جمعیت
این روستا در دهستان میاندامان قرار دارد و براساس سرشماری مرکز آمار ایران در سال ۱۳۹۵، جمعیت آن ۸۰ نفر (۲۷ خانوار) بوده است.